# Maciej Bała
Maciej Paweł Bała (ur. 21 października 1966 w Toruniu) – polski duchowny rzymskokatolicki, doktor habilitowany nauk humanistycznych, profesor.

## Życiorys
W 1991 ukończył studia teologiczne w Katolickim Uniwersytecie Lubelskim. Święcenia kapłańskie przyjął 25 maja 1991. 27 stycznia 1998 obronił pracę doktorską Zarys filozofii religijnej Dominique Dubarle'a, 3 lipca 2008 habilitował się na podstawie pracy zatytułowanej O możliwości hermeneutycznej filozofii religii. Propozycja Paula Ricoeura. Otrzymał nominację profesorską.
Objął funkcję adiunkta w Katedrze Filozofii Boga i Religii, oraz prodziekana na Wydziale Filozofii Chrześcijańskiej Uniwersytetu Kardynała Stefana Wyszyńskiego.
Piastuje stanowisko profesora nadzwyczajnego w Instytucie Filozofii na Wydziale Filozofii Chrześcijańskiej Uniwersytetu Kardynała Stefana Wyszyńskiego i prorektora na  Uniwersytecie Kardynała Stefana Wyszyńskiego w Warszawie.
Był członkiem Uniwersyteckiej Komisji Akredytacyjnej (UKA).